# Dina Rezinovsky
Dina Esther Rezinovsky (Ciudad Autónoma de Buenos Aires, 29 de enero de 1987) es una dirigente política y exdiputada nacional por la Ciudad de Buenos Aires.

## Biografía
Dina Rezinovsky nació en la Ciudad Autónoma de Buenos Aires en 1987. Es hija de los pastores evangélicos José Rezinovsky y Claudia Fanderwud, en la Provincia de La Rioja.
Realizó sus estudios primarios en la Escuela Benjamín de la Vega y secundario en la Escuela Normal "Pedro I. de Castro Barros".
En el año 2008, se mudó a la Ciudad Autónoma de Buenos Aires sumándose al partido de Mauricio Macri en la ciudad y se sumó a Propuesta Republicana. En 2012 ingresa a trabajar como asesora de la Dirección General de Desarrollo Saludable, junto María Eugenia Vidal. En diciembre de 2015 con la llegada al gobierno nacional del exjefe de gobierno Mauricio Macri, siendo designada en el Instituto Nacional de Juventud).sus militantes ocupan puestos jerárquicos en las distintas esferas del Estado y perciben por ello sueldos abultados y manejan, en muchos casos, voluminosos presupuestos millonarios del presupuesto de la Ciudad de Buenos Aires donde gobierna el PRO.
sido criticada la agrupación por utilizar fondos públicos de la Ciudad de Buenos Aires para sus actividades privadas proselitistas, y utilizar fondos públicos de la secretaría de la Juventud de la Ciudad de Buenos Aires para hacer una remeras con la imagen de Macri. Varios de sus dirigentes han sido acusados de desvió de dinero público de dependencias porteñas para financiar actividades proselitistas del PRO y contratar empleados fantasmas que no realizaban tarea alguna en la Ciudad.
Entre 2014 y 2018 ocupó la Secretaría de Comunicación y la Coordinación Nacional de Jóvenes PRO a nivel nacional.
En las Elecciones legislativas de Argentina de 2019 fue candidata a diputada nacional en el octavo puesto en la lista de Juntos por el Cambio de la Ciudad de Buenos Aires. En las elecciones generales Juntos por el Cambio obteniendo su primer cargo electivo.
Juró como diputada nacional el 4 de diciembre de 2019 e integra las comisiones de Educación, Discapacidad, De las Personas Mayores, Asuntos Cooperativos, Mutuales y Organizaciones No Gubernamentales, Acción Social y Salud Pública y Derechos Humanos y Garantías de la cual es secretaria.
Durante  el debate sobre el Proyecto de Ley de Interrupción Voluntaria del Embarazo. Su voto fue en contra de dicho proyecto.

En 2023 fue candidato a diputada nacional apoyando en la interna Patricia Bullrich y a Maximiliano Guerra y tras los resultados de las PASO quedó confirmada como la octava candidata a diputada nacional por Capital Federal. Los resultados obtenidos en las generales no fueron suficientes para renovar el escaño por lo tanto Dina se despidió del congreso tras cuatro años de mandato.